# Asa Miller
Asa Bisquera Miller (Portland, 14 giugno 2000) è uno sciatore alpino filippino.

## Biografia
È nato a Portland da padre statunitense e madre filippina; in possesso della doppia cittadinanza, a partire dal 2016 ha deciso di rappresentare le Filippine. Attivo dall'agosto del 2016, con la qualificazione ai XXIII Giochi olimpici invernali di Pyeongchang 2018 è diventato il quarto sciatore alpino a rappresentare il Paese asiatico nella storia della competizione; portabandiera durante la cerimonia di apertura e unico rappresentante filippino assieme al pattinatore artistico su ghiaccio Michael Christian Martinez, il 18 febbraio ha preso parte alla gara di slalom gigante ottenendo il 70º posto.
Quattro anni dopo si è qualificato ai XXIV Giochi olimpici invernali di Pechino 2022: unico membro della delegazione filippina e primo sciatore alpino del suo Paese a partecipare a due edizioni dei Giochi invernali, è stato nuovamente portabandiera durante la cerimonia di apertura e non ha completato né lo slalom gigante né lo slalom speciale. È inattivo dal marzo del 2023; non ha debuttato in Coppa del Mondo né preso parte a rassegne iridate.